# Епархия Блуменау
 Епархия Блуменау  (лат. Dioecesis Florumpratensis) — епархия Римско-Католической церкви с центром в городе Блуменау, Бразилия. Епархия Блуменау входит в митрополию Жоинвили. Кафедральным собором епархии Блуменау является церковь святого Павла.

## История
19 апреля 2000 года Римский папа Иоанн Павел II выпустил буллу «Venerabiles Fratres», которой учредил епархию Блуменау, выделив её из архиепархии Флорианополиса и епархий Жоинвили и Риу-ду-Сул.
Первоначально суффраганная епархия архиепархии Флорианополиса, 5 ноября 2024 года он стал частью церковной провинции Жоинвили.

## Ординарии епархии
- епископ Angélico Sândalo Bernardino (19.04.2000 — 18.02.2009);
- епископ Giuseppe Negri (18.02.2009 — 29.10.2014 — назначен епископом-коадъютором Санту-Амару);
- епископ Rafael Biernaski (24 июня 2015 — по настоящее время).

## Источник
- Annuario Pontificio, Ватикан, 2007
- Булла Venerabiles Fratres  (лат.)